# Maria Burgundzka
Maria Burgundzka, fr. Marie de Bourgogne (ur. 13 lutego 1457 w Brukseli, zm. 27 marca 1482 w Brugii) – księżna Burgundii, Luksemburga oraz Brabancji.
Jedyna córka Karola Śmiałego, księcia Burgundii oraz jego żony Izabeli Burbon. Jej matka zmarła w 1465 roku, ale Maria była w bardzo dobrych stosunkach ze swoją macochą, księżną Małgorzatą York, z którą jej ojciec ożenił się w 1468 roku.

## Dziedziczka Burgundii
Maria urodziła się w Brukseli. Imię otrzymała po królowej Marii Andegaweńskiej, matce delfina Ludwika, który był ojcem chrzestnym małej Marii. Jako jedyna córka swojego ojca i dziedziczka rozległych włości książąt Burgundii Maria była najlepszą partią Europy. Już od jej narodzin zagraniczne dwory przedstawiały kandydatów na jej mężów. Pierwsza propozycja została złożona w 1462 r. Potencjalnym mężem miał być książę Ferdynand Aragoński. Później chęć ślubu z Marią zgłosił książę Karol de Berry, młodszy brat króla Francji Ludwika XI. Pomysł ten nie spodobał się Ludwikowi, który uniemożliwił bratu uzyskanie papieskiej dyspensy na poślubienie krewniaczki. O rękę Marii chciał zabiegać również brat jej macochy, Jerzy książę Clarence, jednak nie uzyskał na to zgody swego brata króla Edwarda IV.
Wkrótce sam Ludwik przedstawił własnego kandydata na męża Marii. Był nim jego syn, delfin Karol, który był 13 lat młodszy od Marii. O rękę burgundzkiej dziedziczki starał się także książę Lotaryngii Mikołaj I. Małżeństwo to odpowiadałoby planom Karola połączenia Lotaryngii i Burgundii, jednak na przeszkodzie małżeństwu stanęła śmierć Mikołaja w 1473 r. Ojciec Marii, 6 maja 1476 roku podpisał kontrakt małżeński córki z Maksymilianem Habsburgem, późniejszym cesarzem Świętego Cesarstwa Rzymskiego Narodu Niemieckiego (od 1508).

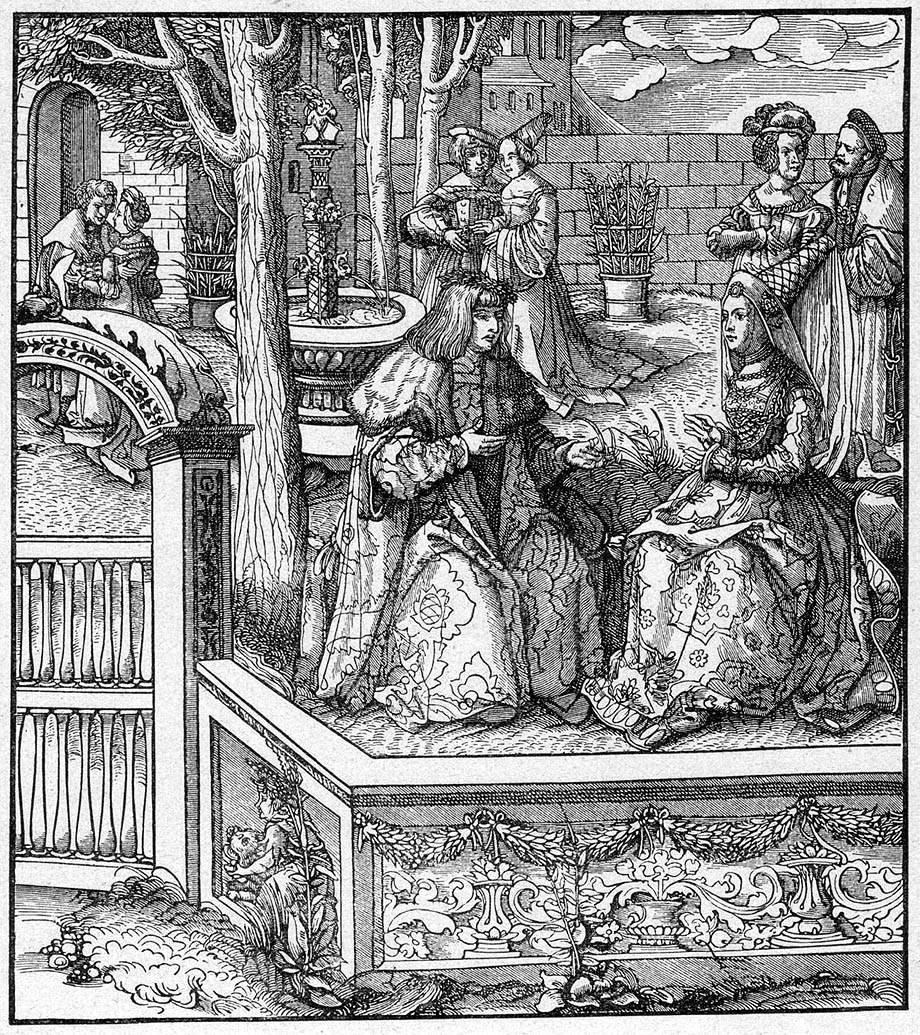
Maria i Maksymilian

5 stycznia 1477 r. książę Karol zginął podczas oblężenia Nancy. Trudną sytuację 20-letniej dziedziczki wykorzystał Ludwik XI, który przyłączył do Francji apanaż Burgundii, Franche-Comté, Artois i Pikardii. aby - jak twierdził - wojska obce nie zmusiły Marii do zaślubienia cudzoziemca, czyli Maksymiliana Habsburga. Król ponownie zaproponował Marii małżeństwo ze swoim synem, które miało utrwalić władzę Marii w Niderlandach, jednak księżna, za radą swojej macochy, odrzuciła propozycję Ludwika i zwróciła się o pomoc do stanów niderlandzkich.

## Walka o dziedzictwo
Po śmierci ojca Maria pozostała w Gandawie, nadaremnie wzywając do pomocy stany i miasta niderlandzkie. Zażądano od niej najpierw odprawienia znienawidzonych francuskich ministrów, a dwóch spośród nich, Hugoneta i d'Himbercourta, wysłanych przez Marię do Ludwika XI z prośbą o rozejm i z obietnicą zaślubienia delfina Karola, schwytali Niderlandczycy i niewzruszeni prośbami oraz łzami Marii, stracili ich na rynku w Gandawie. 10 lutego 1477 r. stany wymusiły na Marii tzw. „Wielki Przywilej”. Przyznawał on znaczną autonomię prowincjom i miastom Flandrii, Holandii, Hainaut i Brabancji. Oznaczał on upadek centralistycznej polityki Filipa Dobrego i Karola Śmiałego. Zniesiono większość urzędów centralnych, m.in. Parlament z Malines. Maria zobowiązała się również nie wypowiadać wojny, zawierać pokoju, czy podwyższać podatków bez zgody Stanów. Urzędy miały być obsadzane tylko miejscowymi obywatelami.
Maria musiała również wybrać sobie męża na tyle silnego, aby mógł powstrzymać zaborcze dążenia Ludwika XI. Odrzuciwszy ofertę brata króla Anglii, księcia Clarence, oraz szwagra króla, lorda Riversa, Maria zdecydowała się poślubić arcyksięcia Maksymiliana Habsburga (22 marca 1459 – 12 stycznia 1519), syna cesarza Fryderyka III i Eleonory Aviz, córki króla Portugalii Edwarda I. Ślub odbył się 18 sierpnia 1477 r. w Gandawie. Maria i Maksymilian mieli razem dwóch synów i córkę:
- Filip I Piękny (22 lipca 1478 – 25 września 1506), król Kastylii
- Małgorzata (10 stycznia 1480 – 1 grudnia 1530), żona Jana, księcia Asturii, i Filiberta II Pięknego, księcia Sabaudii
- Franciszek (ur. i zm. 1481)

Tymczasem nadal trwała wojna z Francją. Napór francuski zelżał jednak w 1479 r., kiedy Maksymilian odniósł zwycięstwo pod Guinegate 17 sierpnia. Ostatecznie Maria i Maksymilian utrzymali w swoich rękach Niderlandy. Spór o nie będzie się ciągnął przez kolejne stulecia i będzie zarzewiem kolejnych konfliktów między Francją a Habsburgami.

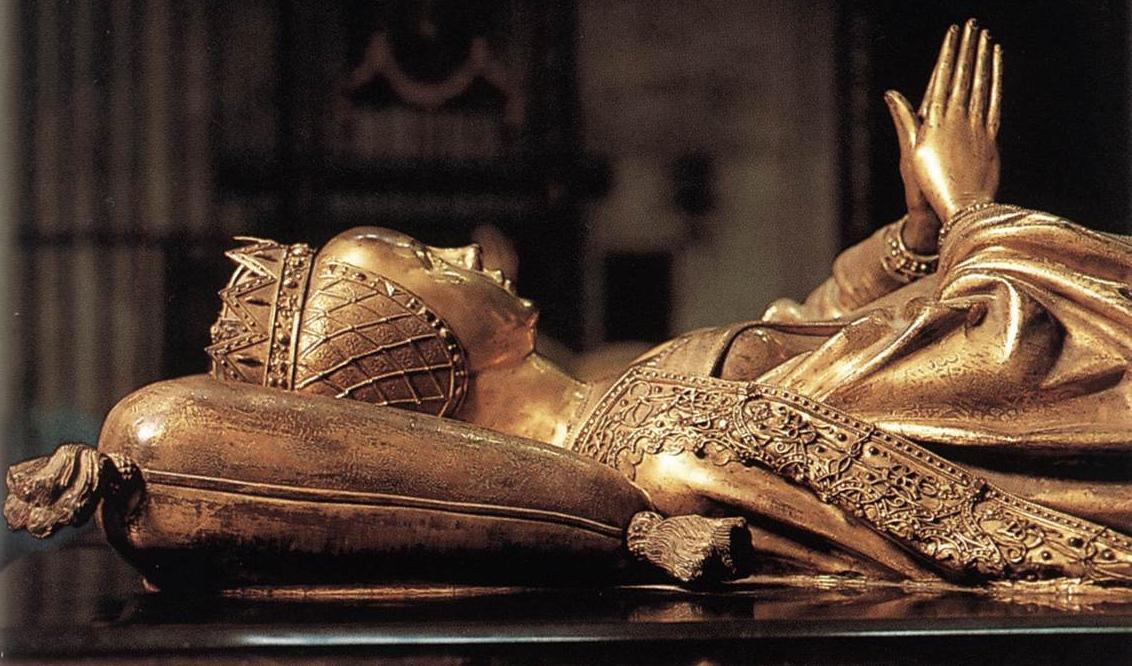
Grób Marii Burgundzkiej

## Śmierć
Maria zmarła trzy lata później, 27 marca 1482 r., po upadku z konia. Maria zawsze lubiła jazdę konną. Wypadek miał miejsce, kiedy polowała wraz z mężem. Koń potknął się, a Maria tak nieszczęśliwie upadła, że złamała sobie kręgosłup. Zmarła kilka dni później. Została pochowana w Brugii.
Pokój w Niderlandach został ustabilizowany niedługo później, kiedy Maksymilian i Ludwik podpisali traktat w Arras.